# Cecidophyes calvus
Cecidophyes calvus är en spindeldjursart som först beskrevs av Johan Ivar Liro 1941.  Cecidophyes calvus ingår i släktet Cecidophyes, och familjen Eriophyidae. Arten är reproducerande i Sverige.